# Möbelhandel
Möbelhandel ist ein verbreitetes Geschäftsmodell, in welchem durch den Handel mit Möbeln Gewinne erwirtschaftet werden. Gewerbe werden beispielsweise als Möbelhaus oder Einrichtungshaus bezeichnet.

## Deutschland
Das Marktvolumen in Deutschland betrug 2014 bis 2017 rund 34 Mrd. Euro pro Jahr. Schätzungen zufolge werden in den Jahren bis 2022 vergleichbare Umsätze erzielt werden. Ungefähr die Hälfte des Umsatzes wird mit Wohnmöbeln erzielt.
Der deutsche Markt ist stark mittelstandsgeprägt, rund 75 % der Umsätze werden von mittelständischen Unternehmen erzielt. Marktführer in Deutschland ist eine niederländische Stiftung, die unter dem Markennamen Ikea agiert. Ikea (Umsatz 2017 rund 4,87 Mrd. Euro) profitiert dabei von einer weltweiten Präsenz und kann den Einkaufsmarkt deutlich besser kontrollieren, als mittelständische Unternehmen. Vergleichbar mit Ikea in Marktstellung und -erfolg ist einzig der österreichische Möbelkonzern XXXLutz.
Die Zahl der Möbelhäuser ist seit 2000 rückläufig, die Marktmacht wandert also von den mittelständischen Unternehmen zunehmend in Richtung der Branchengrößen. Gleichzeitig ist eine Zunahme an Verkaufsstellen erkennbar, was auf eine langsam voranschreitende Marktbereinigung hindeutet. Diese Bereinigung ist auch an der Marktstruktur erkennbar, da sich immer mehr Marktanteile bei Unternehmen finden, deren jährlicher Umsatz über 50 Mio. Euro liegt. Mittelständische Möbelhäuser schließen sich zu Einkaufsgemeinschaften zusammen. Die zehn größten Möbel- und Küchenverbände im Jahr 2019 waren:
- EK/servicegroup
- MHK Group
- Garant Gruppe
- GfM-Trend Möbeleinkaufsverband
- MZE Möbel-Zentral-Einkauf
- Der Küchenring
- Europa Möbel-Verbund
- KüchenTreff
- Alliance Möbel Marketing
- Küchen Spezial Verbund[3]

Anders als der Primus Ikea wachsen die Branchenriesen XXXLutz und Höffner hauptsächlich durch Unternehmensübernahmen. Gleichzeitig verschiebt sich die Produktstruktur auf den Märkten auf eine „Eieruhrform“, wo es ein breites Billig- und ein ebenso breites Premiumsegment gibt, aber nur noch ein schmales Band in mittlerer Preislage zu finden ist.
Die Zukunft des Möbelhandels wird, wie viele andere Vertriebsmärkte, zunehmend stark durch den Online-Handel beeinflusst, wobei die Auswirkungen noch nicht abzusehen sind. In einer Marktanalyse aus dem Jahr 2012 werden die folgenden Trends und Entwicklungen vorhergesagt:
- die laufende Marktbereinigung wird zu noch höherer Konzentration führen
- die Warenpräsentation wird zunehmend wichtig als Verkaufsargument
- Schulung und Qualifikation des Verkaufspersonals wird insbesondere bei beratungsintensiven Möbeln erfolgsentscheidend
- kleinen Händlern bleibt nur eine durchdachte Spezialisierung in eine Marktnische
- die Nachfrage muss sich auf klar definierte Zielgruppen ausrichten
- Preiskriege erzeugen keinen anhaltenden Marktvorteil

## Qualifikation
Im Möbelhandel werden verschiedene Fähigkeiten und Fachkenntnisse gesucht und benötigt. Im Verkaufsbereich agieren häufig Einrichtungsberater mit verschiedenen Qualifikationen für Schlaf-, Wohn-, Küchen- und Badbereich. In der Montage sind noch immer die handwerklichen Kenntnisse und Fertigkeiten von Schreinern und Tischlern gefragt, während in der übrigen Lieferkette die Logistikberufe von Bedeutung sind, also Einzelhandelskaufleute, Lagerlogistiker, sowie Kraftfahrer in der Möbelspedition.
Der Druck zur zielgruppengerechten Präsentation macht die Branche auch zunehmend interessant für Schauwerbegestalter und weitere gestalterische Berufe.